# Mårten Stenberger
Mårten Karl Herman Stenberger, född 27 mars 1898 i Göteborg, död 19 januari 1973, var en svensk arkeolog och professor i arkeologi vid Uppsala universitet 1952–1965. Han är särskilt känd för den mycket spridda läroboken Det forntida Sverige (1964).
En kärnfråga i Stenbergs forskning redan från doktorsavhandlingen 1933 var varför järnålderns stengrundsbygd på Öland och Gotland övergavs. Han menade att Öland skulle ha drabbats av en storskalig invasion någon gång efter 477 e.Kr., och Gotland något senare under 500-talet. Den tolkningen saknar idag anhängare. Vanligare är att man pekar på följderna av en klimatavvikelse åren 535-536.
Tillsammans med nordiska kollegor grävde Stenberger ut stengrundsboplatsen vid Vallhagar på Gotland. Efter sin pensionering tog han initiativet till grävningarna i Eketorp på Öland.